# هلیناهای
هلیناهای (انگلیسی: Halyna Hai; ۳ دسامبر ۱۹۵۶ – ۲۸ مارس ۲۰۲۱) شاعر، و نویسنده اهل اوکراین بود.